# Dare (Mario Biondi)
Dare è un album di Mario Biondi del 2020, con quest'album festeggia i suoi 50 anni.

## Tracce
1. Jeannine – 4:46
2. Mesmerizing Eyes – 3:43
3. Cantaloupe Island – 3:42
4. No Show (feat. Incognito) – 5:13
5. Lov-Lov-Love (feat. Incognito) – 3:51
6. Paradise – 3:51
7. Starngers in the Night – 3:38
8. Someday We'll All Be Free (feat. Fabrizio Bosso Spiritual trio) – 4:20
9. Dream for Two (feat. Olivia Trummer) – 4:29
10. Give Our Love Another Chance – 5:23
11. Simili (feat. Dodi Battaglia) – 3:52
12. Crederò (feat. Il Volo) – 3:55
13. Sunny Days (Live at Ronnie Scott's) – 5:52
14. Show Some Compassion (feat. Chuck Rolando, Annalisa Minetti, Enzo Avitabile, Dodi Battaglia, Sarah Jane Morris, Jeff Cascaro, Alain Clarke, Paulo Gonzo, Luna, Omar e Nick The Nightfly) – 3:39
15. Cantaloupe Island (Dj Meme Remix) – 3:46
16. Cantaloupe Island (piparo Remix) – 3:10

Durata totale: 67:10

## Formazione
- Mario Biondi – voce, cori, fischio
- Massimo Greco – pianoforte
- David Florio – chitarra acustica
- Christian Capiozzo – batteria
- Federico Malaman – basso, contrabbasso
- Fabio Buonarota – tromba
- Marco Scipione – Sax